# ライフ・アフター・デス&タックシズ
ライフ・アフター・デス&タックシズ（Life After Death and Taxes (Failure II)）は、アメリカ合衆国のロックバンド、リライアントKによる2006年のシングル。2004年にリリースされたアルバム、「ビー・マイ・エスケイプ (Mmhmm)」からのシングルである。